# Wouter Goes
Wouter Goes (10 giugno 2004) è un calciatore olandese, difensore dell'AZ Alkmaar.

## Carriera

### Club
Cresciuto nel settore giovanile dell'AZ Alkmaar, il 27 novembre 2020 firma il suo primo contratto professionistico con la squadra di Alkmaar, di durata triennale. Il 24 giugno 2022 prolunga il suo contratto fino al 2026. Il 4 febbraio 2023 ha esordito in prima squadra, in occasione dell'incontro di Eredivisie pareggiato per 1-1 contro il Volendam. Il 25 febbraio successivo realizza la sua prima rete in campionato, nell'incontro vinto per 2-1 contro il Cambuur.

### Nazionale
Ha rappresentato le nazionali giovanili olandesi.

## Statistiche

### Presenze e reti nei club
Statistiche aggiornate al 25 febbraio 2023.
| Stagione               | Squadra                | Campionato             | Campionato | Campionato | Coppe nazionali | Coppe nazionali | Coppe nazionali | Coppe continentali | Coppe continentali | Coppe continentali | Altre coppe | Altre coppe | Altre coppe | Totale | Totale |
| Stagione               | Squadra                | Comp                   | Pres       | Reti       | Comp            | Pres            | Reti            | Comp               | Pres               | Reti               | Comp        | Pres        | Reti        | Pres   | Reti   |
| ---------------------- | ---------------------- | ---------------------- | ---------- | ---------- | --------------- | --------------- | --------------- | ------------------ | ------------------ | ------------------ | ----------- | ----------- | ----------- | ------ | ------ |
| 2021-2022              | Jong AZ Alkmaar        | 1D                     | 4          | 0          |                 | -               | -               |                    | -                  | -                  |             | -           | -           | 4      | 0      |
| 2022-2023              | Jong AZ Alkmaar        | 1D                     | 18         | 1          |                 | -               | -               |                    | -                  | -                  |             | -           | -           | 18     | 1      |
| Totale Jong AZ Alkmaar | Totale Jong AZ Alkmaar | Totale Jong AZ Alkmaar | 22         | 1          |                 | -               | -               |                    | -                  | -                  |             | -           | -           | 22     | 1      |
| 2022-2023              | AZ Alkmaar             | ED                     | 8          | 1          | CO              | 1               | 0               | UECL               | 2                  | 0                  |             | -           | -           | 11     | 1      |
| Totale carriera        | Totale carriera        | Totale carriera        | 30         | 2          |                 | 1               | 0               |                    | 2                  | 0                  |             | -           | -           | 33     | 2      |

## Palmarès

### Club

#### Competizioni giovanili
- UEFA Youth League: 1

AZ Alkmaar: 2022-2023